# Peisias (Bildhauer)
Peisias (altgriechisch Πεισίας) war ein griechischer Bildhauer, der zu unbekannter Zeit, möglicherweise im 4. Jahrhundert v. Chr., in Athen tätig war.
Er ist lediglich durch den Bericht des Pausanias bekannt, nach dem sich eine Statue des Apollon von Peisias im Buleuterion auf der Agora von Athen befand.